# スターチャイルド (骨)
スターチャイルド (Starchild) は、メキシコチワワ州で、その母親のものと見られる骨と同時に発見された約900年前の子供（男性）の人骨。またその奇形の頭蓋骨を指すこともある。

## 特徴
右の上顎骨を調査した歯科医によると、4歳半から5歳時の頭骨だが脳の容量が 1600 cm3 もあり、現代の成人の脳の平均容量より 200 cm3 大きく、似た大きさの現代の成人の脳の容量より 400 cm3 大きい。また、眼窩は楕円形で浅く、視神経は眼窩底の方が近づいており、前頭洞は存在しない。この骨には哺乳類の骨に普遍的に含まれる水酸燐灰石のカルシウム化合物が含まれている。

## 原因
初めは病気による奇形も考えられたが、骨には異常がなく、オーストラリアの先住民の中に美の象徴として頭を変形させる例があり、頭蓋変形によるものと考えられる。ペルーカワチ遺跡の場合、人の住んだ痕跡がない事から、中心都市ではなく神殿であり、スターチャイルドは神に選ばれた者の象徴として意図的に変形され、死後、神殿に葬られたとみられる。
一方、イェール大学のスティーヴン・ノヴェラによると、この頭骨は水頭症 (hydrocephalus) による頭骨肥大の典型的特徴をそなえているという。水頭症は脳脊髄液が頭蓋腔内に貯まり、脳室が正常より大きくなる症状で、脳脊髄液の圧力により頭骨がいちじるしく肥大することがある。

## 研究
ロイド・パイは1999年2月、エルパソのレイ・ヤングとメラニー・ヤングから得たこの骨は、1930年頃にメキシコチワワ州チワワの南西 100 mi (160 km) の坑道に一般的な人骨と共に仰臥位で埋められ、トンネルの表面に露出していたと主張し、この骨は異星人と人間の女性とのハーフだと主張した。
1999年、バンクーバーの法科学研究所 BOLD (Bureau of Legal Dentistry) はDNA検査を行い、この骨の2つのサンプルから一般的なX染色体とY染色体を発見した。イェール大学のスティーヴン・ノヴェラは、これを子供が人間の男性である決定的な証拠であると考え、人間の性染色体を持つためには両親が共に人間でなければならないと主張した。
さらに、2003年には古いサンプルからDNAを抜き取って検査することに特化した研究所が両方の骨からミトコンドリアDNAを修復し、子供がハプログループCに属することを突き止めた。ミトコンドリアDNAは母親の遺伝子からなるため、母系の祖先を辿ることが可能になる。したがって、このDNA検査の結果は、子供の母親がハプログループCの女性であることを示しているが、子供の骨と一緒に発見された成人女性の骨はハプログループAに属していた。どちらのハプロタイプもネイティブ・アメリカンを特徴付けるハプログループではあるが、互いの骨のハプログループが異なるため、成人女性は子供の母親ではないことを示している。